# Havka
Havka és un poble i municipi d'Eslovàquia. Es troba a la regió de Prešov, al nord del país. La primera referència escrita de la vila data del 1337.

## Demografia
| Godina             | 1994 | 2004    | 2014   | 2024    |
| ------------------ | ---- | ------- | ------ | ------- |
| Nombre de persones | 56   | 40      | 45     | 39      |
| Diferència         |      | −28,57% | +12,5% | −13,33% |

| Godina             | 2023 | 2024  |
| ------------------ | ---- | ----- |
| Nombre de persones | 40   | 39    |
| Diferència         |      | −2,5% |